# Paul Heinrich Gerhard Möhring

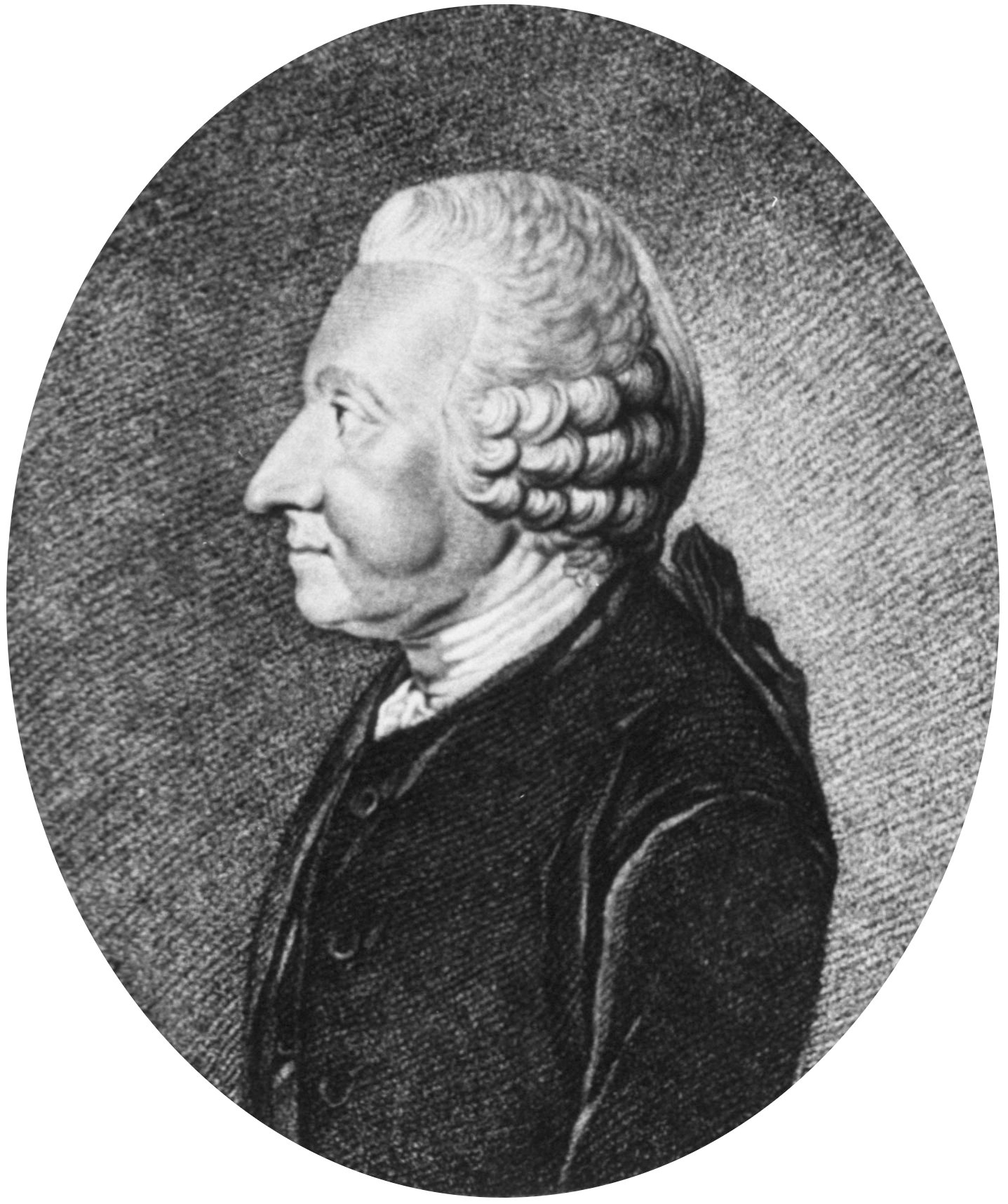
P. H. G. Möhring

Paul Heinrich Gerhard Möhring (* 21. Juli 1710 in Jever, Fürstentum Anhalt-Zerbst; † 28. Oktober 1792 ebenda) war ein friesländischer, zerbster, deutscher Arzt, Botaniker und Ornithologe. Sein offizielles botanisches Autorenkürzel lautet „Möhring“.

## Leben
Möhring war das älteste von acht Kindern des aus Zerbst stammenden Pastors Gottfried Victor Möhring, und seiner Frau, Sophia Katharina Töpken, Tochter des Kniphauser Amtsschreibers Gerhard Hermann Töpken. Sein Vater zum Zeitpunkt seiner Geburt Rektor der jeverschen Provinzialschule, später dann Pastor in Wüppels (ab 1729) und Neuende (ab 1734). Benannt war er nach seinem Großvater, dem Zerbster Archidiaconus und Hofprediger Paul Heinrich Möhring.
Nach dem Besuch der von seinem Vater geleiteten Schule in Jever ging Möhring 1729 zum Medizinstudium an das „Gymnasium Academicum“ nach Danzig, wo er besonders vom Anatom Johann Adam Kulmus (1689–1745) und dem Naturgeschichtler Jacob Theodor Klein beeindruckt wurde. Seine Promotion erlangte er am 2. Mai 1732 in Danzig und am 15. September 1733 an der Universität Wittenberg mit der Dissertation De Inflammationis Sanguineae Theorica Mechanica. Anschließend kehrte er nach Jever zurück und ließ sich dort als praktischer Arzt nieder. Fürst Johann Ludwig II. von Anhalt-Zerbst, zu dessen Besitz auch die Herrschaft Jever gehörte, ernannte ihn 1743 zu seinem Leibmedicus und Hofrat. Im Juni des gleichen Jahres schloss Möhring in Jever die Ehe mit Juliane Damm. Das Paar hatte vier Kinder, darunter:
- Heinrich Gerhard (1751; † 12. Oktober 1810), Hofrat und Hofmedikus
- Nikolaus Laurenz († nach 1811)
- Johann Ludwig (1760–1835)

Mit 68 Jahren erblindete Möhring, führte aber seine Praxis mit Hilfe seines Sohnes und seines Neffen bis zu seinem Tode weiter.

## Forscher
Möhring beschäftigte sich seit dem Studium mit Botanik und Ornithologie. Er korrespondierte mit Ärzten und Naturforschern wie Wolther van Doeveren, Albrecht von Haller, Lorenz Heister, Carl von Linné, Hans Sloane, Christoph Jacob Trew und Paul Gottlieb Werlhof. Neben seiner ärztlichen Praxis verfasste er medizinische, botanische und ornithologische Arbeiten. Sein bekanntestes Werk sind die Avium Genera, ein Buch über die Systematik der Vögel. Während die in Deutschland gedruckte Erstausgabe von 1752 „vor-linnaeisch“ und damit für die zoologische Nomenklatur irrelevant ist, erschien eine niederländische Übersetzung (Geslachten der Vogelen) erst 1758 und ist damit von Bedeutung für die Namenspriorität.

### Werke
- Dissertationem anatomico-chirurgicam de exostosi steatomatode claviculae, eiusque felici sectione ... / Joannes Adamus Kulmus [Präses]; Paull. Henr. Gerard. Moehring [Resp.]. Danzig 1732.
- De inflammationis sanguineae theoria mechanica / [Praes.:] Abraamus Vaterus. [Resp.:] Paull. Henr. Gerard. Moehring Ievera-Friso. Wittenberg 1733.
- Primae Lineae Horti privati in proprium et amicarum usum per triennium exstructi. Oldenburg, 1736.
- Historiae medicinales. Amsterdam, 1739. Digitalisat
- Mytulorum quorundam venenum et ab eo natas papulas cuticulares epistola. Bremen 1742.
- Avium Genera. Aurich und Bremen, 1752.

## Ehrungen
- Am 3. Mai 1736 wurde Paul Heinrich Gerhard Möhring mit dem Beinamen Diokles II. in die Kaiserlich Leopoldinisch-Carolinische Deutsche Akademie der Naturforscher (Matrikel-Nr. 458) aufgenommen.
- 1780 erhielt er die Ehrenmitgliedschaft in der Akademie der Wissenschaften von St. Petersburg.[2]
- Carl von Linné benannte ihm zu Ehren die Pflanzengattung Moehringia aus der Familie der Nelkengewächse.